# Jator-Gwembe
Jator-Gwembe est une localité du Cameroun situé dans le département du Donga-Mantung et la Région du Nord-Ouest, à la frontière avec le Nigeria. Elle fait partie de la commune de Nwa.

## Démographie
Lors du recensement de 2005, 555 habitants y ont été dénombrés, dont 258 hommes et 297 femmes. Ceux-ci sont répartis dans les quartiers de Jator, Sigon et Orande. La majorité des habitants fait partie des clans Mbaw et Yamba.  

## Agriculture et élevage
L'agriculture est importante à Jator-Gwembe. Parmi les plantes cultivées, on trouve du maïs, des plantains, des bananes, du sorgho, des fèves, du soya, du manioc, des pommes de terre, du taro, des palmiers à huile, des papayes et des oranges, du café Robusta et du riz. 
L'élevage est peu développé à Jator-Gwembe. Cependant, partout dans la commune, on élève des chèvres, des moutons, des porcs, des cochons d'Inde, des poules et des lapins.

## Éducation
GS Jato est la seule école de Jator-Gwembe. 217 enfants étudiaient dans cette école primaire pendant l'été 2011 (moment où les données ont été récoltées), tandis qu'un maître-parent et un fonctionnaire y travaillaient. 80 table-bancs formaient les équipements de salle de classe de cette école fondée en 1995. Les sept bâtiments de l'école sont en bon état. L'école ne possède pas de latrines, mais une association parents-enseignants existe.

## Santé
Il n'y a pas de centre de santé à Jator-Gwembe,

## Eau et ressources énergétiques
Il y a une source d'eau potable sanitaire à Jator-Gwembe, qui a été financée par la communauté. C'est une chute d'eau. On peut accéder à l'eau filtrée grâce à un robinet. Par contre, celui-ci ne permet pas de fournir tout le village en eau, donc certains habitants doivent s'approvisionner à des points d'eau qui pourraient contenir des pathogènes et autres produits nocifs pour la santé.
Jator-Gwembe, comme tous les autres villages de la commune de Nwa, n'est pas électrifié.

## Commerce
Il n'y a pas de marché à Jator-Gwembe.

## Transports
Jator-Gwembe est connecté à une route rurale. Par contre, celle-ci est en très mauvais état. En effet, aucune route dans la commune de Nwa est pavée, et elles sont d'habitude uniquement accessible par des véhicules tout-terrains, même pendant la saison sèche.
De plus, le village est aussi connecté à un sentier très fréquenté qui permet d'atteindre le village de Nwa. Par contre, celui-ci est aussi en très mauvais état.

## Travaux publics et développements futurs
Selon le Plan de Développement Communal du Conseil de Nwa, écrit dans l'optique de faire du Cameroun une économie émergente en 2035, on prévoit la complétion des projets suivants à Jator-Gwembe :
- construire un système d'approvisionnement en eau ;
- rénover les équipements de filtration ;
- construire deux classe d'école maternelle, et deux classes à GS Jato ;
- construire un marché ;
- construire un centre de santé ;
- construire un pont et deux caniveaux ;
- créer des pépinières de 4 500 plants chacune (une d'acajou, une d'iroko, une d'eucalyptus, une de manguier, une de cyprès et une de palmier à huile).

## Personnalités originaires de Jator-Gwembe
Stephen Yerima Jikong né à Jator-Gwembe le 2 février 1945, était un professeur universitaire de langue anglaise à l'université de Yaoundé I entre 1973 et 2011, année où il a pris sa retraite. Il a obtenu un doctorat d'État es Lettres en 1995. Il était le chef traditionnel du village de Gwembe et, en 2013, il a été élu sénateur lors des élections sénatoriales au Cameroun. Malheureusement, il est mort le 15 novembre 2014, trois jours après la cérémonie d'ouverture du Sénat, d'un problème de reins.